# Naturbahnrodel-Weltcup 2023/24
Der Naturbahnrodel-Weltcup 2023/24 begann am 16. Dezember 2023 in Kühtai und endete am 18. Februar 2024 in Winterleiten. Es wurden in drei Disziplinen jeweils sieben Rennen ausgetragen. Höhepunkt der Saison war die Naturbahnrodel-Europameisterschaft 2024 in Jaufental.

## Damen-Einsitzer

### Ergebnisse
| Datum             | Ort          | Siegerin         | Zweite             | Dritte             |
| ----------------- | ------------ | ---------------- | ------------------ | ------------------ |
| 17. Dezember 2023 | Kühtai       | Evelin Lanthaler | Riccarda Ruetz     | Tina Unterberger   |
| 7. Januar 2024    | Laas         | Evelin Lanthaler | Daniela Mittermair | Nadine Staffler    |
| 20. Januar 2024   | Umhausen     | Evelin Lanthaler | Riccarda Ruetz     | Daniela Mittermair |
| 21. Januar 2024   | Umhausen     | Evelin Lanthaler | Riccarda Ruetz     | Lisa Walch         |
| 3. Februar 2024   | Jaufental    | Evelin Lanthaler | Riccarda Ruetz     | Tina Stuffer       |
| 17. Februar 2024  | Winterleiten | Evelin Lanthaler | Riccarda Ruetz     | Tina Unterberger   |
| 18. Februar 2024  | Winterleiten | Evelin Lanthaler | Riccarda Ruetz     | Tina Unterberger   |

### Weltcupstand
| Rang | Name               | Punkte |
| ---- | ------------------ | ------ |
| 01   | Evelin Lanthaler   | 700    |
| 02   | Riccarda Ruetz     | 570    |
| 03   | Tina Unterberger   | 417    |
| 04   | Lisa Walch         | 350    |
| 05   | Jenny Castiglioni  | 348    |
| 06   | Nadine Staffler    | 334    |
| 07   | Patricija Urbanc   | 250    |
| 08   | Tina Stuffer       | 245    |
| 09   | Daniela Mittermair | 243    |
| 09   | Hannah Nagele      | 243    |

## Herren-Einsitzer

### Ergebnisse
| Datum             | Ort          | Sieger           | Zweiter          | Dritter            |
| ----------------- | ------------ | ---------------- | ---------------- | ------------------ |
| 17. Dezember 2023 | Kühtai       | Patrick Pigneter | Michael Scheikl  | Florian Clara      |
| 7. Januar 2024    | Laas         | Daniel Gruber    | Patrick Pigneter | Fabian Brunner     |
| 20. Januar 2024   | Umhausen     | Patrick Pigneter | Florian Clara    | Michael Scheikl    |
| 21. Januar 2024   | Umhausen     | Patrick Pigneter | Florian Clara    | Fabian Brunner     |
| 3. Februar 2024   | Jaufental    | Patrick Pigneter | Fabian Brunner   | Matthias Lambacher |
| 17. Februar 2024  | Winterleiten | Fabian Brunner   | Florian Clara    | Patrick Pigneter   |
| 18. Februar 2024  | Winterleiten | Patrick Pigneter | Fabian Brunner   | Florian Clara      |

### Weltcupstand
| Rang | Name             | Punkte |
| ---- | ---------------- | ------ |
| 01   | Patrick Pigneter | 655    |
| 02   | Fabian Brunner   | 479    |
| 03   | Florian Clara    | 469    |
| 04   | Michael Scheikl  | 418    |
| 05   | Daniel Gruber    | 394    |
| 06   | Stefan Federer   | 348    |
| 07   | Žiga Kralj       | 294    |
| 08   | Vid Kralj        | 271    |
| 09   | Florian Markt    | 255    |
| 10   | Miguel Brugger   | 252    |

## Doppelsitzer

### Ergebnisse
| Datum             | Ort          | Sieger     | Sieger                             | Zweite     | Zweite                             | Dritte     | Dritte                             |
| ----------------- | ------------ | ---------- | ---------------------------------- | ---------- | ---------------------------------- | ---------- | ---------------------------------- |
| 16. Dezember 2023 | Kühtai       | Italien    | Matthias Lambacher Peter Lambacher | Osterreich | Maximilian Pichler Nico Edlinger   | Slowakei   | Peter Neupauer Dominik Neupauer    |
| 6. Januar 2024    | Laas         | Italien    | Matthias Lambacher Peter Lambacher | Osterreich | Maximilian Pichler Nico Edlinger   | Italien    | Tobias Paur Andreas Hofer          |
| 19. Januar 2024   | Umhausen     | Italien    | Matthias Lambacher Peter Lambacher | Italien    | Tobias Paur Andreas Hofer          | Osterreich | Maximilian Pichler Nico Edlinger   |
| 20. Januar 2024   | Umhausen     | Osterreich | Maximilian Pichler Nico Edlinger   | Italien    | Tobias Paur Andreas Hofer          | Italien    | Matthias Lambacher Peter Lambacher |
| 2. Februar 2024   | Jaufental    | Italien    | Matthias Lambacher Peter Lambacher | Osterreich | Maximilian Pichler Nico Edlinger   | Italien    | Tobias Paur Andreas Hofer          |
| 17. Februar 2024  | Winterleiten | Italien    | Tobias Paur Andreas Hofer          | Italien    | Matthias Lambacher Peter Lambacher | Slowakei   | Peter Neupauer Dominik Neupauer    |
| 18. Februar 2024  | Winterleiten | Italien    | Matthias Lambacher Peter Lambacher | Osterreich | Maximilian Pichler Nico Edlinger   | Slowakei   | Peter Neupauer Dominik Neupauer    |

### Weltcupstand
| Rang | Name                                 | Punkte |
| ---- | ------------------------------------ | ------ |
| 01   | Matthias Lambacher – Peter Lambacher | 655    |
| 02   | Maximilian Pichler – Nico Edlinger   | 570    |
| 03   | Tobias Paur – Andreas Hofer          | 470    |
| 04   | Peter Neupauer – Dominik Neupauer    | 445    |
| 05   | Bine Mekina – Simon Dietz            | 335    |
| 06   | Tomas Hasek – David Rydl             | 110    |
| 07   | Gabriel Halcin – Marian Budzak       | 105    |
| 08   | Konrad Plonka – Nikolas Dawidowski   | 46     |
| 09   | Wojciech Kwiecinski – Patryk Hudy    | 42     |